# Aron Serdyner
Aron Serdyner (zm. 23 maja 1865 w Warszawie) – żydowski działacz społeczny i filantrop.
Z zawodu był kupcem. Uzyskane dochody przeznaczał na cele dobroczynne. Ufundował m.in. synagogę przy ulicy Twardej 4 w Warszawie. Cały swój majątek przeznaczył w testamencie na cele społeczne.
Jest pochowany na cmentarzu żydowskim przy ulicy Okopowej w Warszawie (kwatera 1 rząd 12 ).